# Cerealia Tholus
Il Cerealia Tholus è una struttura geologica della superficie di Cerere.